# Хёйлунн, Эмиль
Эми́ль Ви́нтер Хёйлунн (дат. Emil Winther Højlund; 4 января 2005) — датский футболист, нападающий немецкого клуба «Шальке 04».

## Клубная карьера
Воспитанник футбольной академии клуба «Копенгаген». 22 июля 2023 года дебютировал в основном составе клуба в матче датской Суперлиги против «Люнгбю».
16 июля 2024 года немецкий клуб «Шальке 04» объявил о подписании контракта с Хёйлунном до 30 июня 2028 года. Сумма трансфера составила 200 тыс. евро.

## Карьера в сборной
Выступал за сборные Дании до 16, до 17, до 18 и до 19 лет.

## Семья
Отец футболиста — Андерс, также в прошлом футболист. Старший брат Расмус выступает за «Манчестер Юнайтед», а брат-близнец Оскар играет за «Айнтрахт (Франкфурт)».